# Noches en Miami
Noches en Miami è un singolo della cantante dominicana Natti Natasha, pubblicato il 5 agosto 2021 su etichetta discografica Pina Records come sesto singolo estratto dal secondo album Nattividad.

## Video Musicale
Il video del brano è stato rilasciato il 25 agosto 2021.
Il video è stato girato a Miami diretto da Marlon P e prodotto dalla Pina Records.

## Classifiche
Il brano è arrivato nella Top 20 (diciannovesima posizione) nella US Latin Airplay e alla sesta posizione nella classifica US Latin Pop. 
Dopo la pubblicazione dell’album il brano ha raggiunto la vetta di entrambe le classifiche, diventando il dodicesimo brano della cantante a raggiungere tale risultato.